# Saint-Pierre-en-Faucigny
Saint-Pierre-en-Faucigny är en kommun i departementet Haute-Savoie i regionen Auvergne-Rhône-Alpes i sydöstra Frankrike. Kommunen ligger i kantonen La Roche-sur-Foron som tillhör arrondissementet Bonneville. År 2022 hade Saint-Pierre-en-Faucigny 7 848 invånare.

## Befolkningsutveckling
Antalet invånare i kommunen Saint-Pierre-en-Faucigny
| Referens: INSEE |